# أميديو أمير بلجيكا، أرشيدوق النمسا وإستي
أميديو أمير بلجيكا، أرشيدوق النمسا-إستي (21 فبراير 1986) هو أحد أعضاء العائلة المالكة البلجيكية فهو ابن لورينز أمير بلجيكا، دوق النمسا واستي.

## معرض صور

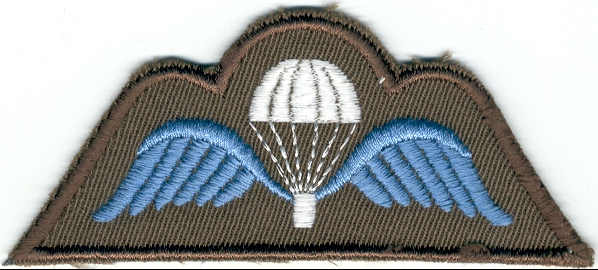